# Rudolf Pieter s'Jacob
Rudolf Pieter s'Jacob (Almelo, 8 september 1905 - Hilversum/Bussummerheide, 29 september 1941) was een Nederlandse advocaat en verzetsman, en medeoprichter van Vrij Nederland.
s'Jacob was de zoon van Charles Mari s'Jacob en Adriana Catharina Mees. Toen de Tweede Wereldoorlog uitbrak, was hij advocaat in Amsterdam. Samen met Anne Anton Bosschart en Cornelis van der Vegte richtte hij Comité voor Vrij Nederland op. s'Jacob werd in december 1940 al gearresteerd en op 29 september 1941 met Bosschart en Van der Vegte op de Bussummerheide bij Bussum gefusilleerd.
Op de Bussumerheide in Hilversum is in 1978 een monumentaal houten kruis geplaatst ter vervanging van het eenvoudige kruis dat er sinds 1945 stond. Hierop stonden aanvankelijk vier namen: A.A. Bosschart, L.A.R.J. van Hamel, R.P. s'Jacob en C. v.d. Vegte. In 2007 werd daar de naam A.J.L. van Zomeren aan toegevoegd.  Er vindt jaarlijks een dodenherdenking plaats op 4 mei.
s'Jacob werd op de Oude Algemene Begraafplaats te Doorn begraven.